# Klaus Stocker
Klaus Stocker (* 20. Jänner 1967) ist ein ehemaliger österreichischer Fußballspieler und nunmehriger -trainer.

## Karriere

### Als Spieler
Stocker spielte mindestens ab 1988 für den SCR Altach. Mit Altach stieg er 1991 in die 2. Division auf. In dieser debütierte er im Juli 1991 gegen die WSG Wattens. Bis zum Ende der Saison 1991/92 kam er zu 18 Zweitligaeinsätzen für die Altacher, mit denen er allerdings zu Saisonende direkt wieder aus der 2. Division abstieg. Nach dem Abstieg wechselte er zur Saison 1992/93 innerhalb der Regionalliga zu Schwarz-Weiß Bregenz. Zur Saison 1993/94 wechselte er zum viertklassigen FC Rot-Weiß Rankweil. Im Jänner 1994 schloss er sich dem FC Lauterach an. Zur Saison 1994/95 wurde er im Ausland registriert.
Nach vier Jahren außerhalb Österreichs kehrte Stocker zur Saison 1998/99 nach Vorarlberg zurück und wechselte zum viertklassigen FC Blau-Weiß Feldkirch. In weiterer Folge spielte er bis zu seinem Karriereende in der Winterpause 2009/10 noch für diverse unterklassige Vereine in Vorarlberg. 2016 gab er nochmals ein Comeback in Krumbach, wo er zu jenem Zeitpunkt Trainer war und sich viermal selbst einsetzte.

### Als Trainer
Stocker fungierte 1999 kurzzeitig als Trainer des FC Blau-Weiß Feldkirch, wo er auch als Spieler tätig war. In der Saison 2000/01 trainierte er den SC Göfis. Ab der Saison 2001/02 bis zur Winterpause 2002/03 war er ein zweites Mal Trainer in Feldkirch. Im Jänner 2006 übernahm er ein zweites Mal Göfis, ehe er den Verein im August 2007 wieder verließ. Im Oktober 2009 übernahm er ein drittes Mal den Regionalligisten Feldkirch. Mit Feldkirch stieg er am Ende der Saison 2009/10 allerdings in die Vorarlbergliga ab. Im Mai 2012 trennte sich der Verein von ihm. Im März 2013 wurde er in der Schweiz Trainer des sechstklassigen FC Montlingen. Im Mai 2014 trennten sich die Schweizer von Stocker.
Zur Saison 2015/16 übernahm er wieder in Österreich den siebtklassigen FC Krumbach. Mit Krumbach stieg er zu Saisonende in die 3. Landesklasse ab. Nach der Saison 2016/17 verließ er den Verein. Im Oktober 2017 wurde er Co-Trainer von Markus Mader beim Regionalligisten FC Dornbirn 1913. Mit Dornbirn stieg er 2019 in die 2. Liga auf. Nach Maders Abgang im Sommer 2021 blieb Stocker auch unter dem Nachfolger Eric Orie Co. Im November 2021 trennten sich die Vorarlberger von Orie, woraufhin Stocker interimsweise Cheftrainer des Zweitligisten wurde. In zwei Partien unter Stockers Führung holte Dornbirn jeweils einen Sieg und Remis. In der Winterpause wurde er durch Muhammet Akagündüz ersetzt und kehrte wieder auf seine angestammte Position zurück. Bereits im April 2022 trennte sich Dornbirn jedoch wieder von Akagündüz, woraufhin Stocker ein zweites Mal in dieser Saison Interimstrainer wurde. Diesmal betreute er das Team in fünf Partien, in denen ein Sieg gelang. Zur Saison 2022/23 wurde er dann von Thomas Janeschitz abgelöst, dessen Trainerteam er aber diesmal nicht mehr angehörte.